# Euglossa lazulina
Euglossa lazulina är en biart som beskrevs av Heinrich Friese 1923. Euglossa lazulina ingår i släktet Euglossa, tribus orkidébin, och familjen långtungebin. Inga underarter finns listade.